# Jean-Clair Todibo
Jean-Clair Dimitri Roger Todibo (sinh ngày 30 tháng 12 năm 1999) là một cầu thủ bóng đá chuyên nghiệp người Pháp hiện đang thi đấu ở vị trí trung vệ cho câu lạc bộ West Ham United tại Premier League và Đội tuyển bóng đá quốc gia Pháp.

## Sự nghiệp câu lạc bộ

### Toulouse
Todibo gia nhập Toulouse vào năm 2016 từ FC Les Lilas. Anh ra mắt tại Ligue 1 vào ngày 19 tháng 8 năm 2018 trước đối thủ Bordeaux tại trận Derby de la Garonne và chơi 89 phút trong chiến thắng 2-1 trên sân nhà. Vào ngày 1 tháng 9, anh bị đuổi khỏi sân ở phút thứ 26 trong chiến thắng 2-1 trước Guingamp. Anh chơi 10 trận cho câu lạc bộ và ghi một bàn trong suốt mùa giải 2018-19, ghi bàn gỡ hòa muộn vào ngày 30 tháng 9 trong trận hòa 1-1 trước Rennes.

### Barcelona
Vào ngày 8 tháng 1 năm 2019, Todibo đã đạt được thỏa thuận với Barcelona. Theo đó, anh gia nhập đội theo dạng chuyển nhượng tự do vào tháng 7 năm 2019 khi hợp đồng của anh với Toulouse sắp hết hạn. Tuy nhiên, đội bóng Tây Ban Nha đã thúc đẩy vụ chuyển nhượng này và anh gia nhập câu lạc bộ vào ngày 31 tháng 1 năm 2019. Anh trở thành cầu thủ Pháp thứ 22 ký hợp đồng với Barcelona và được trao chiếc áo số 6.

#### Cho mượn tại Schalke 04
Vào ngày 15 tháng 1 năm 2020, Todibo được câu lạc bộ Bundesliga Schalke 04 mượn đến cuối mùa giải với tùy chọn mua với giá 25 triệu euro cộng thêm 5 triệu euro cho các chi phí phụ. Vào tháng 3, Todibo được vinh danh là Cầu thủ xuất sắc nhất tháng của Schalke do người hâm mộ bình chọn.

#### Cho mượn tại Benfica
Vào ngày 5 tháng 10 năm 2020, Todibo gia nhập câu lạc bộ Primeira Liga Benfica theo dạng cho mượn một năm với tùy chọn mua với giá 20 triệu euro.

### Nice
Vào ngày 1 tháng 2 năm 2021, Todibo quay trở lại Ligue 1 để gia nhập câu lạc bộ Nice theo dạng cho mượn với tùy chọn mua sau khi hợp đồng cho mượn của anh bị Barcelona và Benfica chấm dứt. Vào ngày 27 tháng 6, câu lạc bộ đã thực hiện thương vụ này vĩnh viễn khi họ trả 8,5 triệu euro đi kèm với 7 triệu euro biến phí cho Barcelona. Barcelona cũng bảo lưu quyền hưởng một tỷ lệ phần trăm trong số tiền bán anh trong tương lai.
Vào ngày 18 tháng 9 năm 2022, anh bị đuổi khỏi sân trong trận đấu với Angers sau chín giây và chính thức lập kỷ lục thời gian nhận thẻ đỏ nhanh nhất trong lịch sử Ligue 1.

#### Cho mượn tại West Ham United
Vào ngày 10 tháng 8 năm 2024, Todibo gia nhập câu lạc bộ West Ham United tại Premier League theo dạng cho mượn trong vòng một mùa giải. Thỏa thuận này được cho là bao gồm nghĩa vụ mua vào cuối mùa giải với giá 40 triệu euro.

## Sự nghiệp quốc tế
Todibo có trận ra mắt quốc tế cho đội U-20 Pháp vào ngày 16 tháng 11 năm 2018 trong trận hòa giao hữu 1-1 với Thụy Sĩ ở Cartagena, Tây Ban Nha.
Vào tháng 3 năm 2023, anh lần đầu tiên được triệu tập vào đội tuyển quốc gia Pháp để tham dự các trận đấu vòng loại UEFA Euro 2024 với Hà Lan và Cộng hòa Ireland.
Todibo ra mắt tuyển Pháp trong trận giao hữu trước Đức vào ngày 12 tháng 9 năm 2023. Anh ra mắt cho Pháp tại một giải đấu tại trận chiến thắng kỷ lục 14–0 của Pháp trước Gibraltar vào ngày 18 tháng 11.

## Thống kê sự nghiệp

### Câu lạc bộ
Tính đến 19 tháng 5 năm 2024
| Câu lạc bộ             | Mùa giải            | Giải vô địch           | Giải vô địch | Giải vô địch | Cúp quốc gia | Cúp quốc gia | Cúp Liên đoàn | Cúp Liên đoàn | Châu lục | Châu lục | Tổng cộng | Tổng cộng |
| Câu lạc bộ             | Mùa giải            | Hạng đấu               | Trận         | Bàn          | Trận         | Bàn          | Trận          | Bàn           | Trận     | Bàn      | Trận      | Bàn       |
| ---------------------- | ------------------- | ---------------------- | ------------ | ------------ | ------------ | ------------ | ------------- | ------------- | -------- | -------- | --------- | --------- |
| Toulouse B             | 2016–17             | CFA 2                  | 1            | 0            | —            | —            | —             | —             | —        | —        | 1         | 0         |
| Toulouse B             | 2017–18             | Championnat National 3 | 8            | 0            | —            | —            | —             | —             | —        | —        | 8         | 0         |
| Toulouse B             | Tổng cộng           | Tổng cộng              | 9            | 0            | —            | —            | —             | —             | —        | —        | 9         | 0         |
| Toulouse               | 2018–19             | Ligue 1                | 10           | 1            | 0            | 0            | 0             | 0             | —        | —        | 10        | 1         |
| Barcelona              | 2018–19             | La Liga                | 2            | 0            | 0            | 0            | —             | —             | 0        | 0        | 2         | 0         |
| Barcelona              | 2019–20             | La Liga                | 2            | 0            | 0            | 0            | —             | —             | 1        | 0        | 3         | 0         |
| Barcelona              | Tổng cộng           | Tổng cộng              | 4            | 0            | 0            | 0            | —             | —             | 1        | 0        | 5         | 0         |
| Schalke 04 (mượn)      | 2019–20             | Bundesliga             | 8            | 0            | 2            | 0            | —             | —             | —        | —        | 10        | 0         |
| Benfica (mượn)         | 2020–21             | Primeira Liga          | 0            | 0            | 1            | 0            | 1             | 0             | 0        | 0        | 2         | 0         |
| Nice (mượn)            | 2020–21             | Ligue 1                | 15           | 1            | 2            | 0            | —             | —             | —        | —        | 17        | 1         |
| Nice                   | 2021–22             | Ligue 1                | 36           | 1            | 4            | 0            | —             | —             | —        | —        | 40        | 1         |
| Nice                   | 2022–23             | Ligue 1                | 34           | 0            | 1            | 0            | —             | —             | 11       | 0        | 46        | 0         |
| Nice                   | 2023–24             | Ligue 1                | 30           | 0            | 3            | 0            | —             | —             | —        | —        | 33        | 0         |
| Nice                   | Tổng cộng           | Tổng cộng              | 100          | 1            | 8            | 0            | —             | —             | 11       | 0        | 119       | 1         |
| West Ham United (mượn) | 2024–25             | Premier League         | 0            | 0            | 0            | 0            | 0             | 0             | —        | —        | 0         | 0         |
| Tổng cộng sự nghiệp    | Tổng cộng sự nghiệp | Tổng cộng sự nghiệp    | 146          | 3            | 13           | 0            | 1             | 0             | 12       | 0        | 172       | 3         |

1. ↑  Bao gồm DFB-Pokal, Taça de Portugal, Coupe de France và FA Cup
2. ↑  Bao gồm Taça da Liga và EFL Cup
3. ↑  Ra sân tại UEFA Champions League
4. ↑  Ra sân tại UEFA Europa Conference League

### Quốc tế
Tính đến 18 tháng 11 năm 2023
| Đội tuyển quốc gia | Năm       | Trận | Bàn |
| ------------------ | --------- | ---- | --- |
| Pháp               | 2023      | 2    | 0   |
| Tổng cộng          | Tổng cộng | 2    | 0   |

## Danh hiệu

### Câu lạc bộ

#### Barcelona
- La Liga: 2018–19[25]

#### Nice
- Á quân Coupe de France: 2021–22[26]